# Unterseeboot 1223
L'Unterseeboot 1223 (ou U-1223) est un sous-marin allemand utilisé par la Kriegsmarine pendant la Seconde Guerre mondiale.

## Historique
Après sa période d'entraînement initial à Stettin en Pologne au sein de la 4. Unterseebootsflottille jusqu'au 31 juillet 1944, l'U-1223 est affecté à une unité de combat à la base sous-marine de Lorient, dans la 2. Unterseebootsflottille. 
Devant l'avancée des forces alliées en France, et pour éviter la capture, il rejoint la 33. Unterseebootsflottille à Flensbourg à partir du 30 décembre 1944.
L'U-1223 est mis hors service le 14 avril 1945 et sabordé le 5 mai 1945 à l'ouest de Wesermünde, à la position géographique 53° 22′ N, 8° 35′ E.

## Affectations successives
- 4. Unterseebootsflottille du 6 octobre 1943 au 31 juillet 1944
- 2. Unterseebootsflottille du 1er août 1944 au 29 décembre 1944
- 33. Unterseebootsflottille du 30 décembre 1944 au 15 avril 1945

## Commandement
- Kapitänleutnant Harald Bosüner du 6 octobre 1943 à mars 1944
- Oberleutnant zur See Albert Kneip de mars 1944 au 28 avril 1945

## Navires coulés
L'U-1223 a coulé un navire de guerre ennemi de 1 370 tonneaux et endommagé un autre navire de 7 134 tonneaux au cours de l'unique patrouille qu'il effectua.

### Sources
- U-1223 sur Uboat.net